# Grieniewo
Grieniewo (ros. Гренево) – wieś w Rosji, w rejonie czerepowieckim obwodu wołogodzkiego. W 2010 liczyła 15 mieszkańców.